# Don't Look Up (film, 2009)
Pour les articles homonymes, voir Don't Look Up.
Pour plus de détails, voir Fiche technique et Distribution.
Don't Look Up (ou Shoot) est un film d'horreur japonais, coproduit avec l'Afrique du Sud et les États-Unis réalisé par Fruit Chan et sorti en 2009. 
C'est un remake du film du même nom réalisé par Hideo Nakata, sorti en 1996.

## Synopsis
Pendant le tournage du film d'horreur médiéval, un réalisateur voit la fiction qu'il filme devenir réalité. Le réalisateur ne sait pas s'il est victime d'hallucinations ou s'il a éveillé une malédiction en faisant revivre sur pellicule les esprits maléfiques de l'histoire qu'il met en scène.

## Fiche technique
- Titre : Shoot
- Titre original : Don't Look Up
- Réalisation : Fruit Chan
- Scénario : Hiroshi Takahashi et Brian Cox
- Société de distribution : E1 Entertainment
- Effets spéciaux : Scott Oshita
- Costumes : Anni Speckheuer
- Sociétés de production : Distant Horizons, Action 5, Hakuhodo DY Media Partners
- Musique : Tony Humecke
- Photographie : Hang-Sang Poon
- Montage : Chris Wright
- Décors : Traci Kirshbaum
- Pays d'origine :  Japon,  États-Unis,  Afrique du Sud
- Budget : 50 000 $
- Format : Couleurs - 1,85:1 - DTS / Dolby Digital / SDDS - 35 mm
- Genre : horreur
- Durée : 100 minutes
- Dates de sortie : 
  -  Suède : 26 septembre 2009 (Festival du film fantastique de Lund)
  -  Japon : 8 janvier 2011

## Distribution
- Rachael Murphy : Lila Kis
- Reshad Strik: Marcus Reed
- Eli Roth: Béla Olt
- Daniela Sea : Tami
- Henry Thomas: Josh Petri
- Carmen Chaplin: Romy Bardoc
- Ben DiGregorio: Le caméraman d'Olt
- Kevin Corrigan: Davis
- Alyssa Sutherland: Claire
- Lothaire Bluteau : Grigore
- Robert Towers : Beng
- David Dayan Fisher : Wadim

## Autour du film
- Cinéaste indépendant à Hong Kong, Fruit Chan a beau avoir surtout œuvré dans le registre de la chronique sociale, la plupart des producteurs étrangers n'auront retenu de sa filmographie que Nouvelle Cuisine.
- La peinture offerte à Jeremy par Todd dans le film a été gardée par Vince Vaughn après le tournage.